# Nubuamisberg
Der Nubuamisberg ist ein Berg in Namibia mit 1776 m Höhe. Er liegt am nördlichen Stadtrand der namibischen Hauptstadt Windhoek, nahe der Vorstadt Okuryangava. Der Berg ist der höchste einer Gruppe von Bergen und Hügeln im Norden Windhoeks.
Sein Gipfel ist von Norden über eine schmale, unbefestigte Straße zu erreichen. Von Süden ist er nur über einen steilen Weg zugänglich. Etwa 2,5 Kilometer östlich des Nubuamisbergs verläuft die Nationalstraße B1.